# Chiapas
Chiapas [ˈtʃjapas], offiziell Freier und Souveräner Staat Chiapas (spanisch Estado Libre y Soberano de Chiapas), ist ein Bundesstaat im Südosten Mexikos, dessen Name von dem vor der Kolonialzeit im Hochland siedelnden indigenen Volk der Chiapa stammt. Im Norden grenzt er an den Bundesstaat Tabasco, im Westen an die Bundesstaaten Veracruz und Oaxaca sowie an den Pazifischen Ozean, im Süden und Osten an Guatemala. Chiapas besitzt eine Fläche von 75.634 km² und wird administrativ in 124 Municipios unterteilt.
Der Staat hat etwa 5,5 Millionen Einwohner (2020), wovon bei vierzehn indianischen Ethnien ca. eine Million indigener Abstammung ist. Die meisten Indigenen gehören der Mayavolksgruppe an. Diese sprechen vor allem Tzeltal oder Tzotzil; ca. 300.000 sprechen kaum oder gar nicht Spanisch. Die östlichen zwei Drittel des Staates werden überwiegend von Indigenen bewohnt.
Der Bundesstaat ist von Armut geprägt, trotz optimaler klimatischer Bedingungen für die Landwirtschaft ist ein Teil der indigenen Bevölkerung unterernährt.
Die Hauptstadt ist Tuxtla Gutiérrez, die ökonomisch wichtigste Stadt ist Tapachula. Touristisch am bekanntesten sind San Cristóbal de las Casas, früher auch Ciudad Real genannt, und die dem Weltkulturerbe zugehörige Ruinenstadt Palenque aus der klassischen Mayazeit. Chiapas weist eine große Arten- und Naturvielfalt auf.

## Geographie

### Landwirtschaft, Bodenschätze, Klima

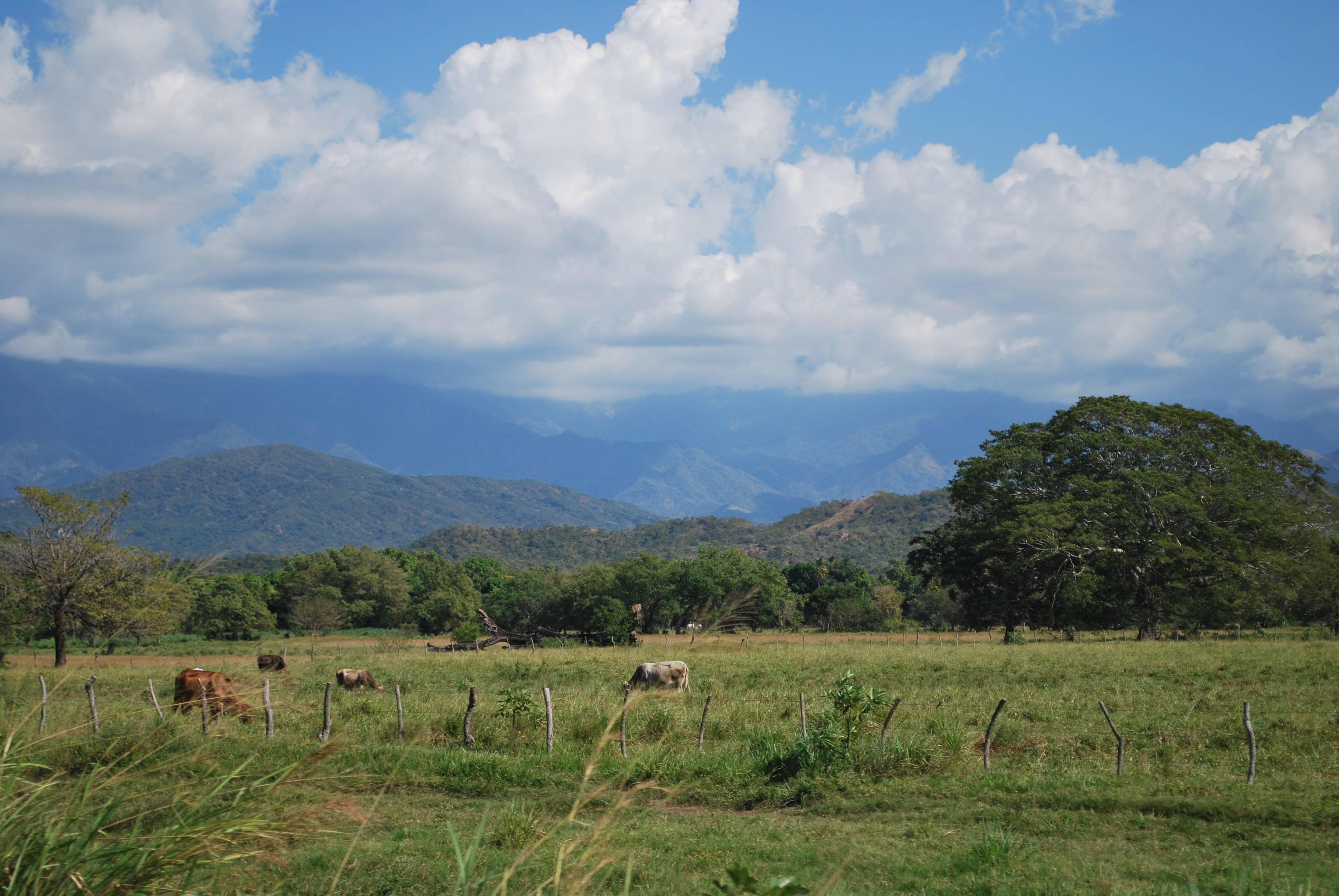
Viehweide in der Sierra von Chiapas

Aufgrund der klimatischen Verhältnisse von Chiapas, das in den äußeren Tropen liegt, aber aufgrund der Topographie gleich mehrere Höhenzonen umfasst (feuchtheißer tropischer Regenwald im Tiefland, (Regenzeit Mai bis Oktober) kalttropische Übergangsbereiche mit Bergnebelwald an der Pazifikküste und Hochlandklimaten), gedeiht hier eine große Vielfalt an Pflanzenarten. Das Klima im Hochland ist mild und keinem Wechsel der Jahreszeiten unterworfen; der deutsche Schriftsteller B. Traven nannte seinen in Buchform erschienenen Reisebericht über Chiapas deshalb Land des Frühlings.

### Fauna und Flora

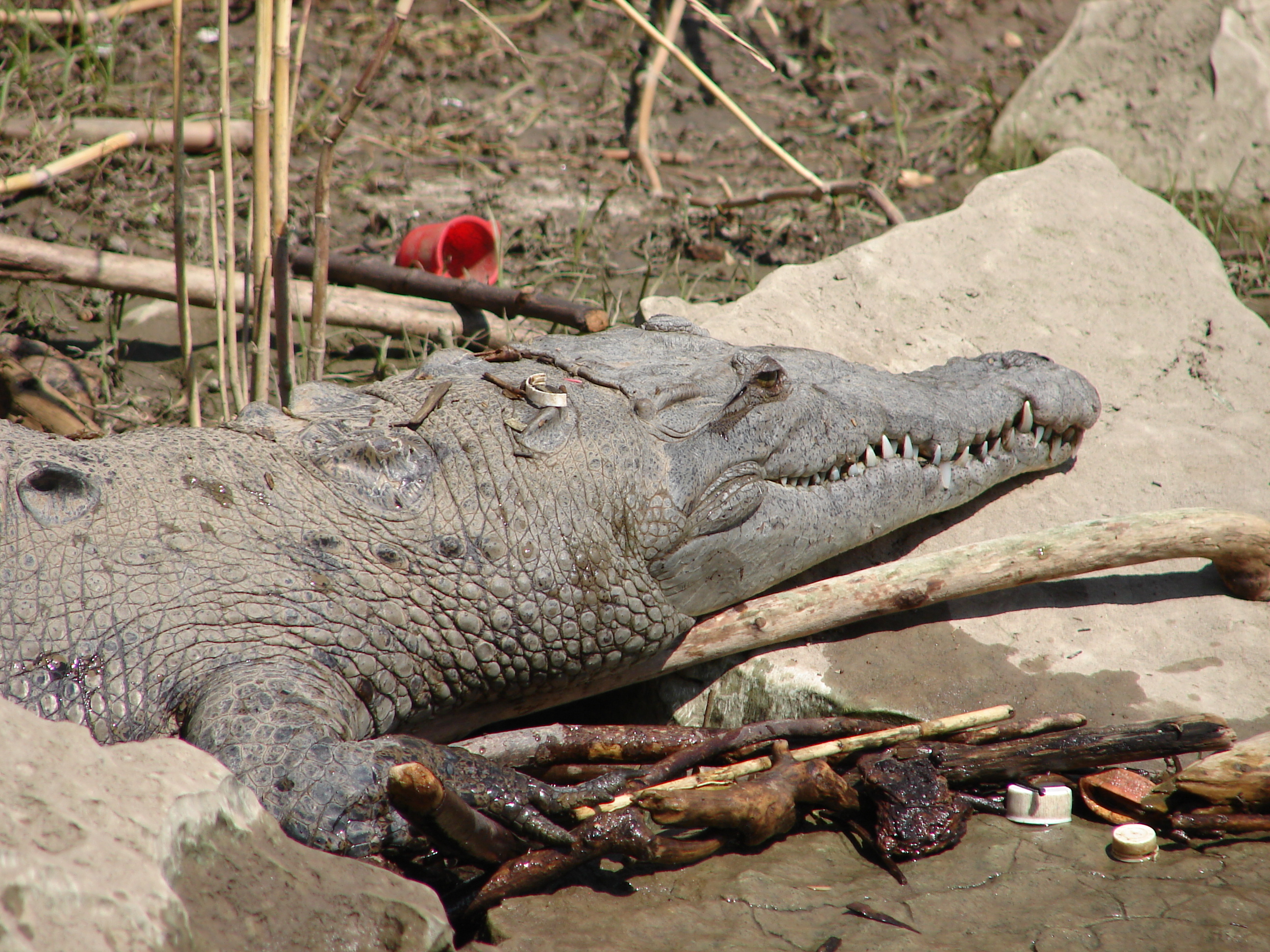
Spitzkrokodil im Cañón del Sumidero

Obwohl seltener geworden, leben in Chiapas zahlreiche exotische Säugetiere wie Affen, Brüllaffen, Tapire, Ameisenbären und Nabelschweine. Aber auch Großkatzen wie Pumas, Ozelots und Jaguare sind zu finden.
Unter den Reptilien des Regenwalds sind insbesondere zahlreiche Schlangenarten sowie Krokodile und Leguane hervorzuheben. Auch gibt es in den Regenwäldern zahlreiche Vogelarten. Der etwa 35 cm große Quetzal, einer der farbenprächtigsten Vögel des tropischen Regenwaldes, sei hier stellvertretend genannt.
Natürlich vorkommend und für wirtschaftliche Nutzung und Handel besonders wichtig sind vor allem Mahagoni, Teak, Gummi, Kautschuk und Kakao.

### Anbauprodukte
- im Hochland: Kaffee (insbesondere die Sorte Maragogype), Weizen, Gerste, Hafer, Kartoffeln, Süßkartoffeln, Mais

- im Tiefland: Kakao, Mais, Gummi, Bananen, Ananas, Kokosnuss, Baumwolle, Avocado, Agaven, Sisal, Tomaten, Bohnen, Maniok, Kürbis, Chilischoten, Kartoffeln, Süßkartoffeln, Chayote[2]

- in der Übergangsregion: Mais, Zuckerrohr, Wein, Orangen, Zitronen, Mandeln, Kastanien, Oliven, Nüsse, Äpfel, Birnen, Kirschen, Pfirsiche, Avocado, Agaven, Sisal, Tomaten, Bohnen, Kartoffeln, Kürbis, Süßkartoffeln, Maniok[2]

### Bodenschätze
Eisen, Erdöl, Edelsteine, Gas, Gold, Kohle, Kupfer, Blei, Zinn, Schmucksteine, Schwefel, Silber

## Bevölkerung

### Indigene Ethnien
Chiapas ist nach Oaxaca der Bundesstaat mit dem zweitgrößten relativen Anteil von indigenen Muttersprachlern (Volkszählung 2020: 28, 2 %).

#### Tzeltal

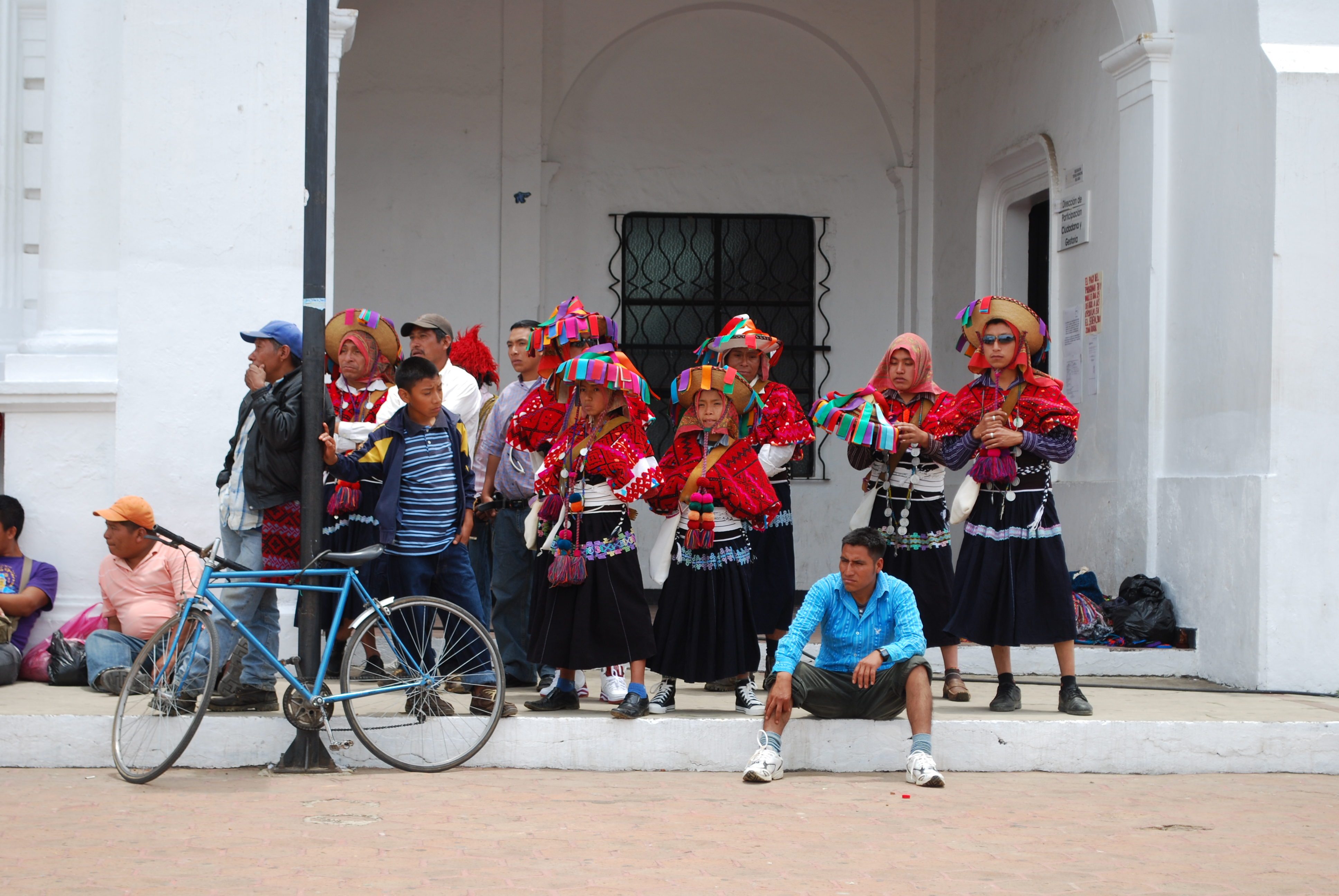
Tzeltaltänzer in Tracht, in San Cristóbal de las Casas

Die Tzeltals nennen sich selber „Winik Atel“, was schlicht „arbeitender Mensch“ bedeutet. Sie leben zumeist von der Landwirtschaft. Sie stellen die größte indigene Ethnie und siedeln südöstlich von San Cristóbal de las Casas. Heute gibt es etwa 500.000 Tzeltal in Chiapas. Das Tzeltal-Maya gehört zur Mayasprachfamilie und wird heute von über 470.000 Menschen gesprochen – somit ist es die viertgrößte Sprachgruppe Mexikos. Die Tzeltal-Sprache teilt sich in zwei Dialekte. Der eine hat sich im Hochland, der andere im Tiefland ausgebildet. Die meisten Kinder dieses Volkes sprechen mittlerweile auch Spanisch, die Erwachsenen sind zumeist einsprachig. Die Tzeltal bilden, örtlich gebunden, eine soziale und kulturelle Einheit. Haupthandelsprodukt der Tseltales sind neben landwirtschaftlichen Erzeugnissen unglasierte Töpferwaren.

#### Tzotzil

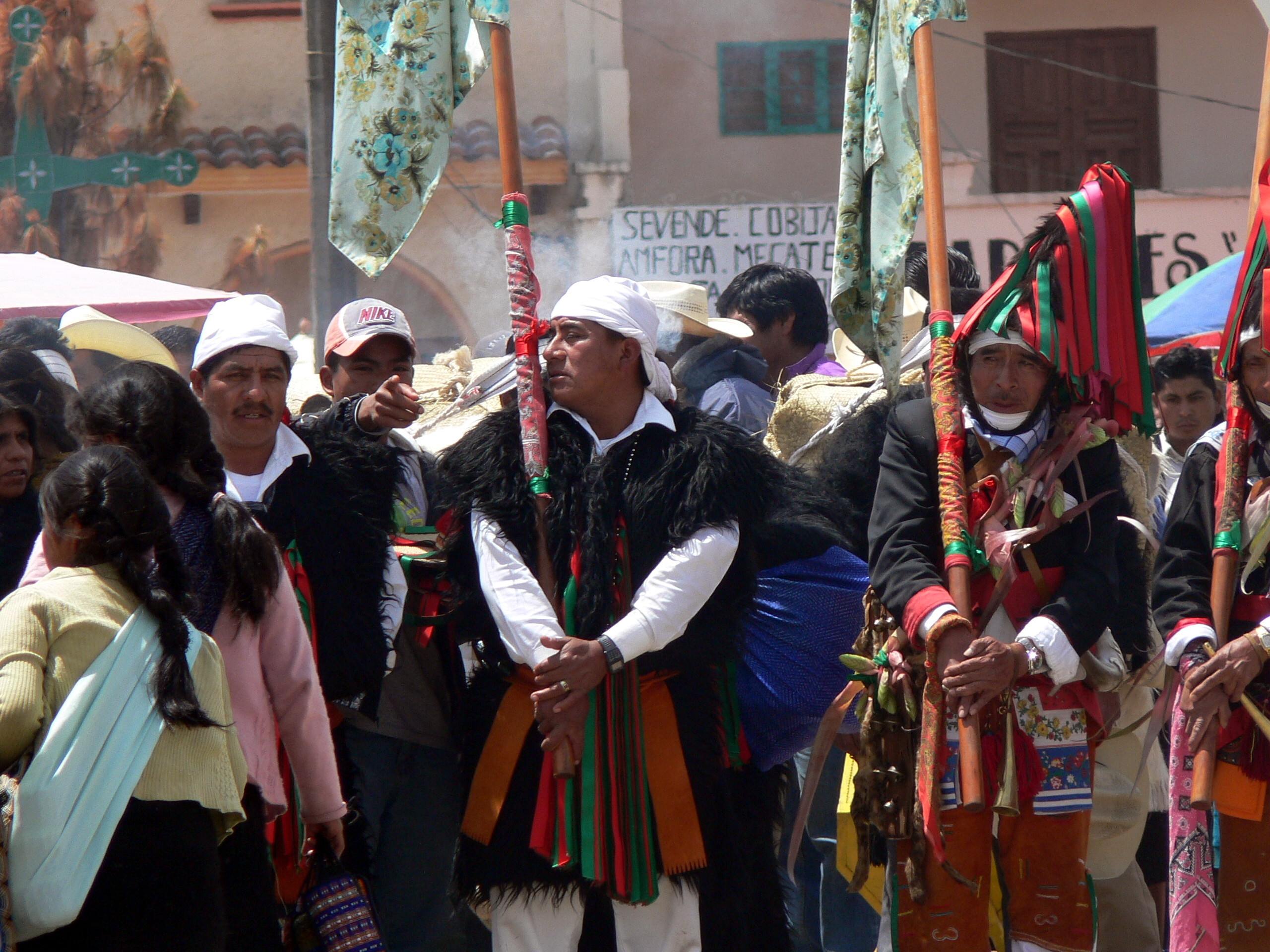
Prozession in San Juan Chamula, dem kulturellen Zentrum der Tzotzil

Die Tzotzil leben im Stammesverbund konzentriert im Hochland und Grenzgebiet zu Tabasco, sie verteilen sich aber fast landesweit. Die Tzotzilsprache wird von ca. 350.000 Menschen gesprochen und ist somit nur geringfügig weniger verbreitet als die Sprache der Tzeltal. Hauptsiedlungspunkte sind Chamula, Zinacantán, Chenalhó und Simojovel. Die Sprache ist eng verwandt mit der Tzeltalsprache und entfernt verwandt mit dem Yucatec-Maya der Lacandonen.
Traditionell tragen viele Männer kurze Hosen, ein langes, helles Baumwollunterhemd unter einem Ziegenfell- oder Baumwollponcho. Der Hut ist mit Bändern geschmückt. Die Farbigkeiten der Trachten variieren von Dorf zu Dorf. Die Chamulatzotzils tragen beispielsweise dunkle Trachten, die freundlicher gestimmten Zinacantantzotzils hingegen violette und rosafarbene Tracht mit gestickter Blumenzier. Die Tzotzilfrauen tragen ihre Haare offen oder geflochten und ihre Kleinkinder in Tüchern an den Körper angeschmiegt.

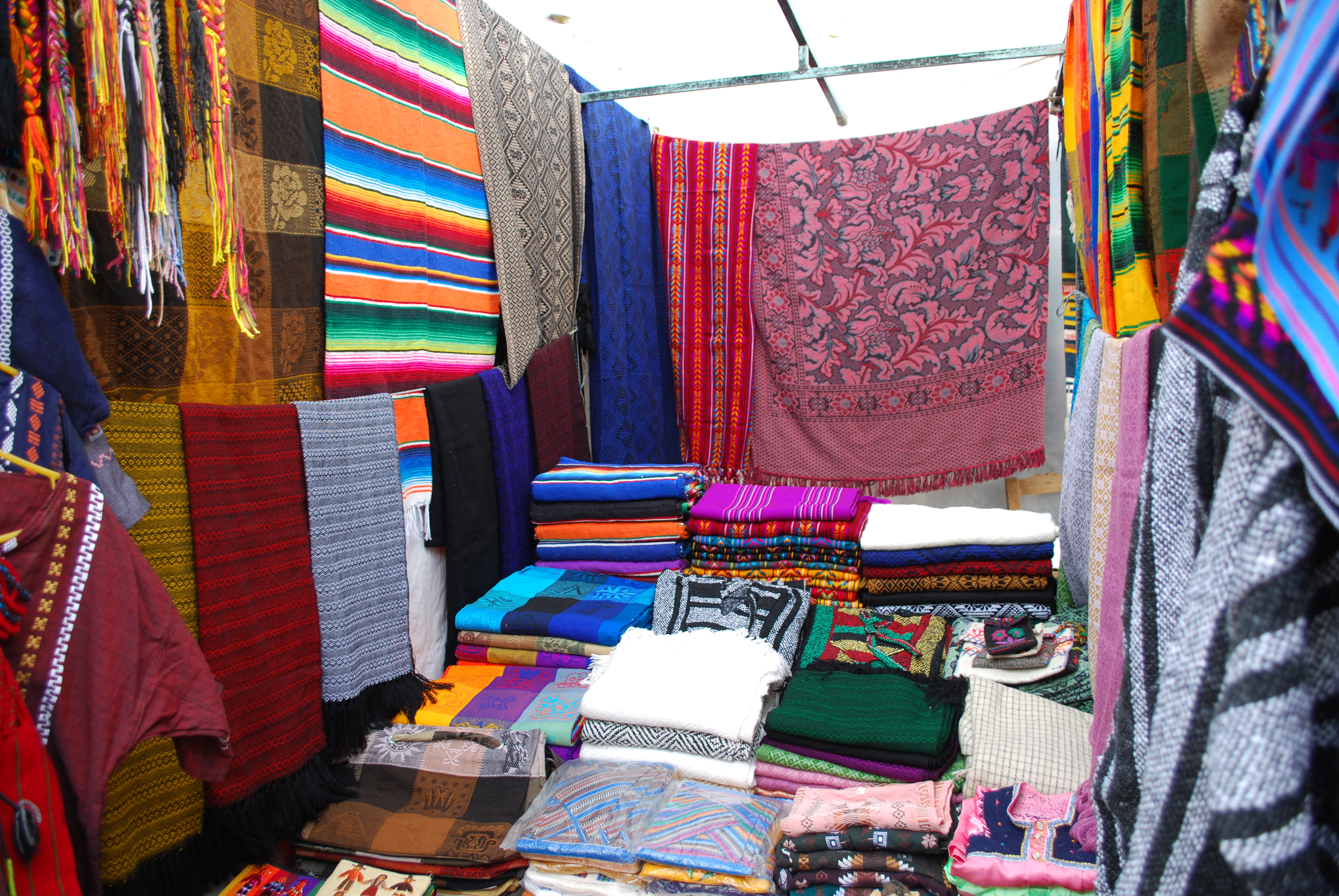
Indigene Webarbeiten auf einem Markt in San Cristóbal de las Casas

Handel betreiben in erster Linie Frauen und Mädchen, während die Männer abseits stehend das Treiben beobachten. Neben landwirtschaftlichen Produkten werden hochwertige Handwerksartikel angeboten. Geflochtene, sehr farbenfrohe, reichhaltig ornamentierte Gürtel und Armbänder sind zu nennen, aber auch prachtvoll gewebte Decken und Tonwaren werden angeboten. Verkauft werden an Touristen andere Ornamentmotive als der Tzotziltracht zugehörige. Diese ist von vordergründiger magischer Symbolik.
Bei den Tzotzils ist der ritualisierte Schamanismus ausgeprägt vorhanden und wird vor allem von Frauen ausgeführt. Einen sehr wichtigen Bestandteil dieser Rituale nimmt als Opfertier das Huhn ein (siehe auch: Chamula). Bei den Männern ist die Kampfbereitschaft erwähnenswert. Die Tzotzilindianer haben den Freiheitskampf der EZLN nicht nur unterstützt, sondern auch daran teilgenommen, dadurch gewannen sie die Autonomie.

#### Lakandonen

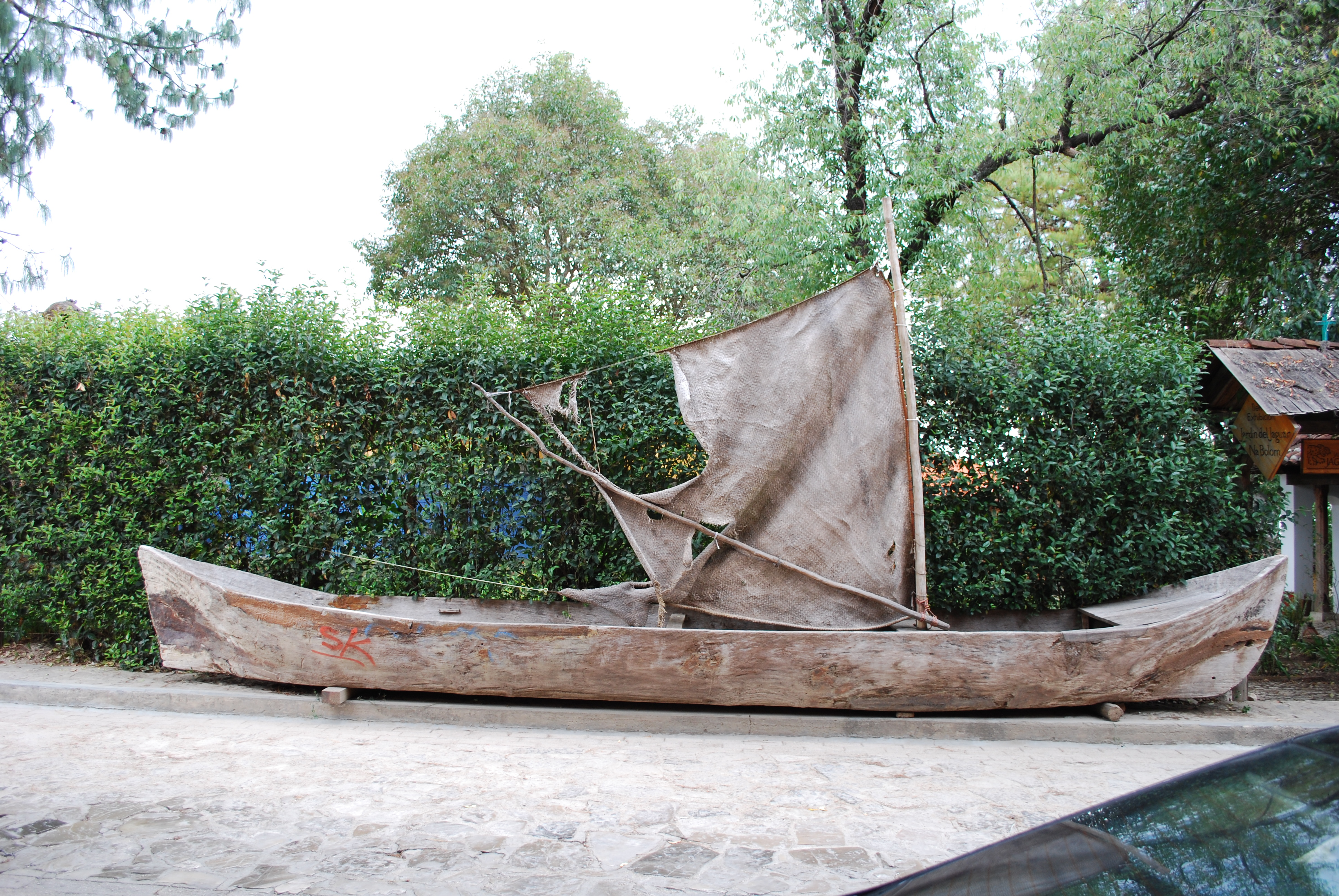
Lakandonenkanu vor einem Museum in San Cristóbal de las Casas

Die auch Lakandonen genannten Maya (lakandonisch Hach Winik, „wahre oder echte Menschen“) sind ein indigenes Volk im Tiefland von Chiapas. Sie unterteilen sich in zwei Unterethnien, die nördlichen und die südlichen Lakandonen.
Unter den Nachkommen der alten Maya lebt diese Ethnie am stärksten isoliert, da sie mitten im Tieflanddschungel siedelt. Die Lakandonen haben sich im letzten Jahrhundert kulturell gespalten – die Lakandonen, die in der Nähe von Bonampak siedeln, wurden von evangelischen Missionaren christianisiert. Diese haben sich für den Tourismus geöffnet und auch Übernachtungsmöglichkeiten für Reisende eingerichtet. Durch den Verkauf von Holzfällerrechten sind einige dieser Lakandonen sehr wohlhabend geworden. Die immer noch traditionell lebenden Lacandonen siedeln in der Nähe der Ortschaft Nahè – bei Palenque, dort pflegen diese Maya noch ihre jahrhundertealte Lebensweise und Religion.
Seit dem 20. Jahrhundert ist diese kleine Kultur also verstärkt in den Kontakt mit der „westlichen Zivilisation“ geraten. Die Kultur der heute nur noch (geschätzt) etwa 600–1000 Lakandonen ist infolge von dieser Akkulturation und den diversen Missionierungsversuchen akut vom Verschwinden bedroht. Die Lakandonen siedeln auch in der Nähe von Tourismusmagneten, wie den Ruinen von Palenque. Dort handeln oder tauschen männliche Lakandonen selbstgefertigte Waren (Pfeile, kleine Bögen). B. Traven schreibt, dass die Lakandonen Anfang der 1930er Jahre noch nackt im Urwald lebten, mittlerweile tragen die Lakandonenmänner weiße lange Baumwollhemden und die Frisur ist häufig mit einem Pony versehen. Die Haarlänge variiert, meistens erreichen die Haarspitzen den Brustbereich. Die Lakandonen haben sich der EZLN nicht angeschlossen.

#### Tojolabal

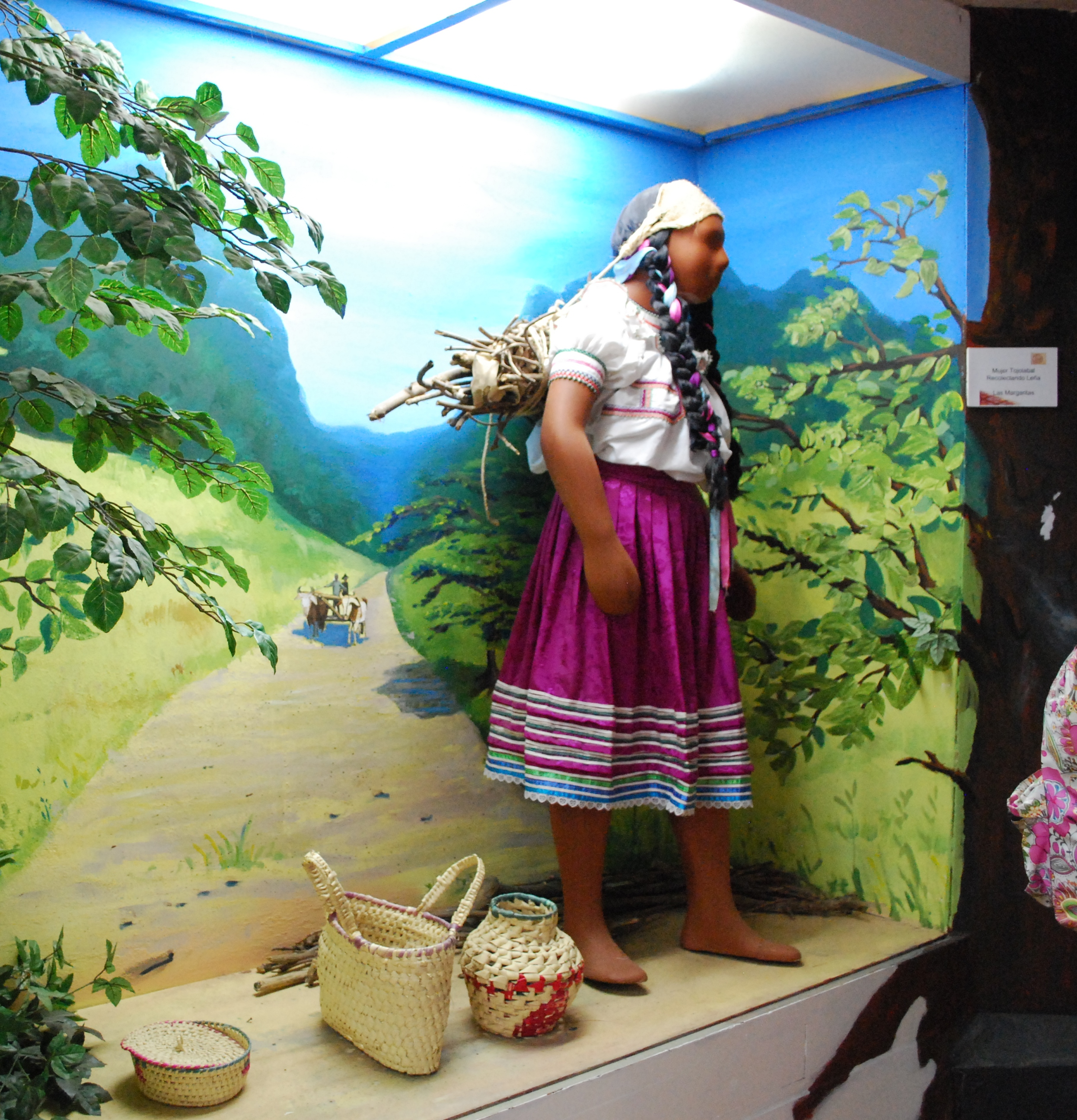
Tojolabaltracht in einem Museum in San Cristóbal de las Casas

Die Tojolabal siedeln im Grenzgebiet zu Guatemala. Es wird vermutet, dass sie noch vor der Kolonialisierung aus dem heutigen Guatemala nach Chiapas eingewandert sind. Die etwa 35.000 Angehörigen der Tojolabal sprechen eine eigene Sprache und nur wenige sind auch noch des Spanischen kundig. Nur die Frauen tragen Tracht, die Blusen sind weiß, die Röcke bunt. Alle Kleidungsstücke sind mit reich ornamentierten Bandmotiven bestickt. Unverheiratete Frauen tragen ihre Haare offen, verheiratete Frauen zu zwei Zöpfen gebunden. Alle verheirateten Frauen tragen Kopftücher, unverheiratete Frauen und Mädchen nur gelegentlich.

### Bevölkerungsentwicklung
| Jahr | Einwohnerzahl |
| ---- | ------------- |
| 1950 | 907.026       |
| 1960 | 1.210.870     |
| 1970 | 1.569.053     |
| 1980 | 2.084.717     |
| 1990 | 3.210.496     |
| 1995 | 3.584.786     |
| 2000 | 3.920.892     |
| 2005 | 4.293.459     |
| 2010 | 4.796.580     |
| 2015 | 5.217.908     |
| 2020 | 5.543.828     |

## Geschichte

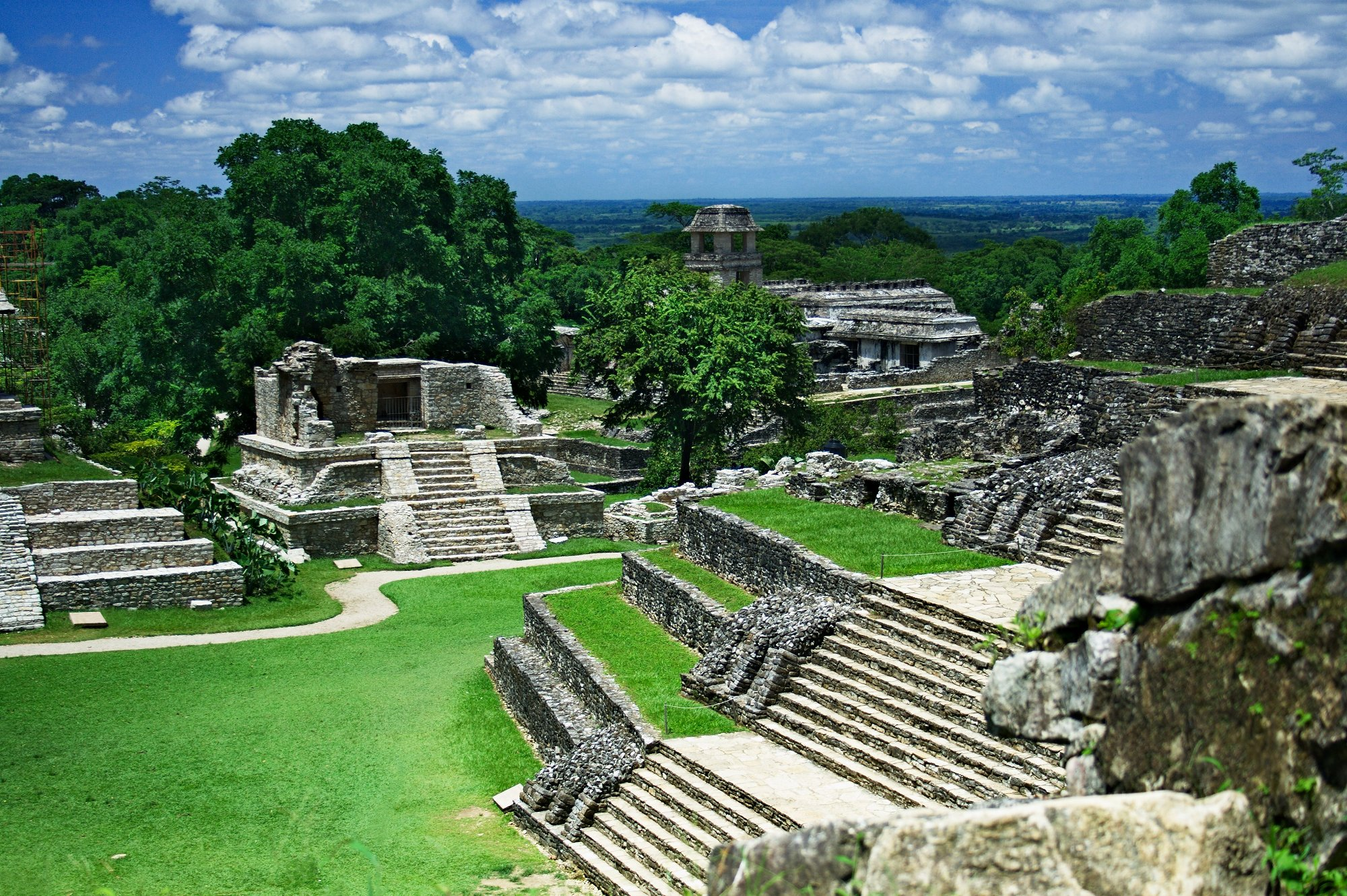
Palenque

### Vorkoloniale Zeit
Nach derzeitigem Stand der Forschung wanderten die ersten Menschen in Chiapas vor ca. 8000 Jahren aus Nordamerika kommend ein.
Etwa vor 4000 Jahren begann die in Chiapas, Guatemala, Honduras, El Salvador, Belize und auf der Halbinsel Yucatán siedelnde Volksgruppe der Maya, eine stetig in Größe und Komplexität anwachsende Hochkultur beachtlichen naturwissenschaftlichen Wissensstandes zu entwickeln.
Die Maya organisierten sich in autonomen Stadtstaaten, bildeten aber eine kulturelle und religiöse Einheit. Einzelne Städte sollen eine Einwohnerzahl von mehreren hunderttausend Bewohnern gehabt haben und waren nach derzeitigen wissenschaftlichen Erkenntnisstand, zum damaligen Zeitpunkt, die größten menschlichen Ansiedlungen weltweit.

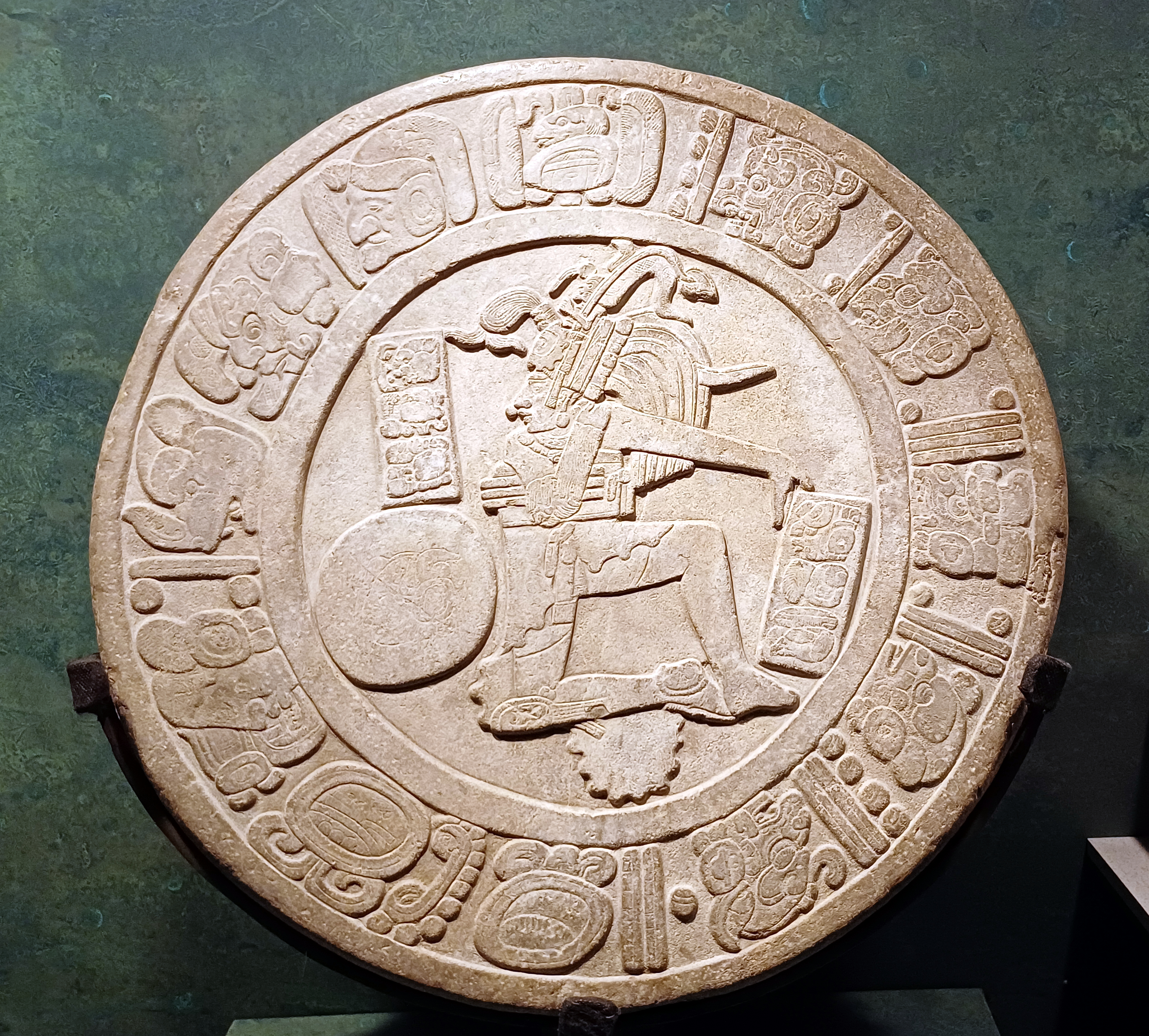
Kreisrunder Bildstein vom Ballspielplatz der Ruinenstätte Chinkultic

In der klassischen Periode (bis ca. 900 n. Chr.) war die Religion Dreh- und Angelpunkt der Kultur der Maya. Dies ist auch an der architektonischen Gliederung der Städte erkennbar, wo jeweils das Zeremonialzentrum des Tempels die Stadtmitte markiert. Um den Tempelbezirk gruppierten sich die steinernen Häuser der Oberschicht, die Mittelschicht und Unterschicht wohnten in den Randgebieten der Städte, zumeist in Holzhäusern und Hütten, von denen nicht viel erhalten geblieben ist. Bestandteil der Religion war ein großes Götterpantheon.
Der Zerfall der Hochkultur fand seit dem 8. Jahrhundert n. Chr. statt – der endgültige Fall wird in das 10. Jahrhundert datiert. Die Städte wurden hastig verlassen und sehr schnell vom Urwald überwuchert. Die Ursachen sind noch ungeklärt, als Erklärung werden derzeit die zermürbenden Kriege, Revolutionen und eine Dürreperiode als zeitlich zusammentreffende Phänomene angeführt.

### Koloniale Zeit

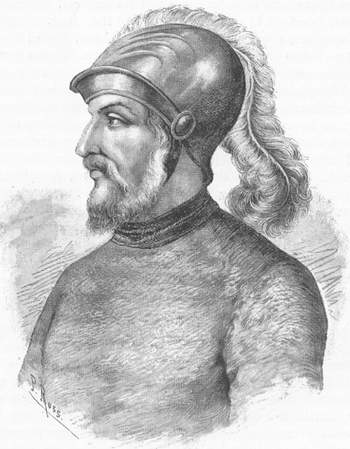
Gonzalo de Sandoval

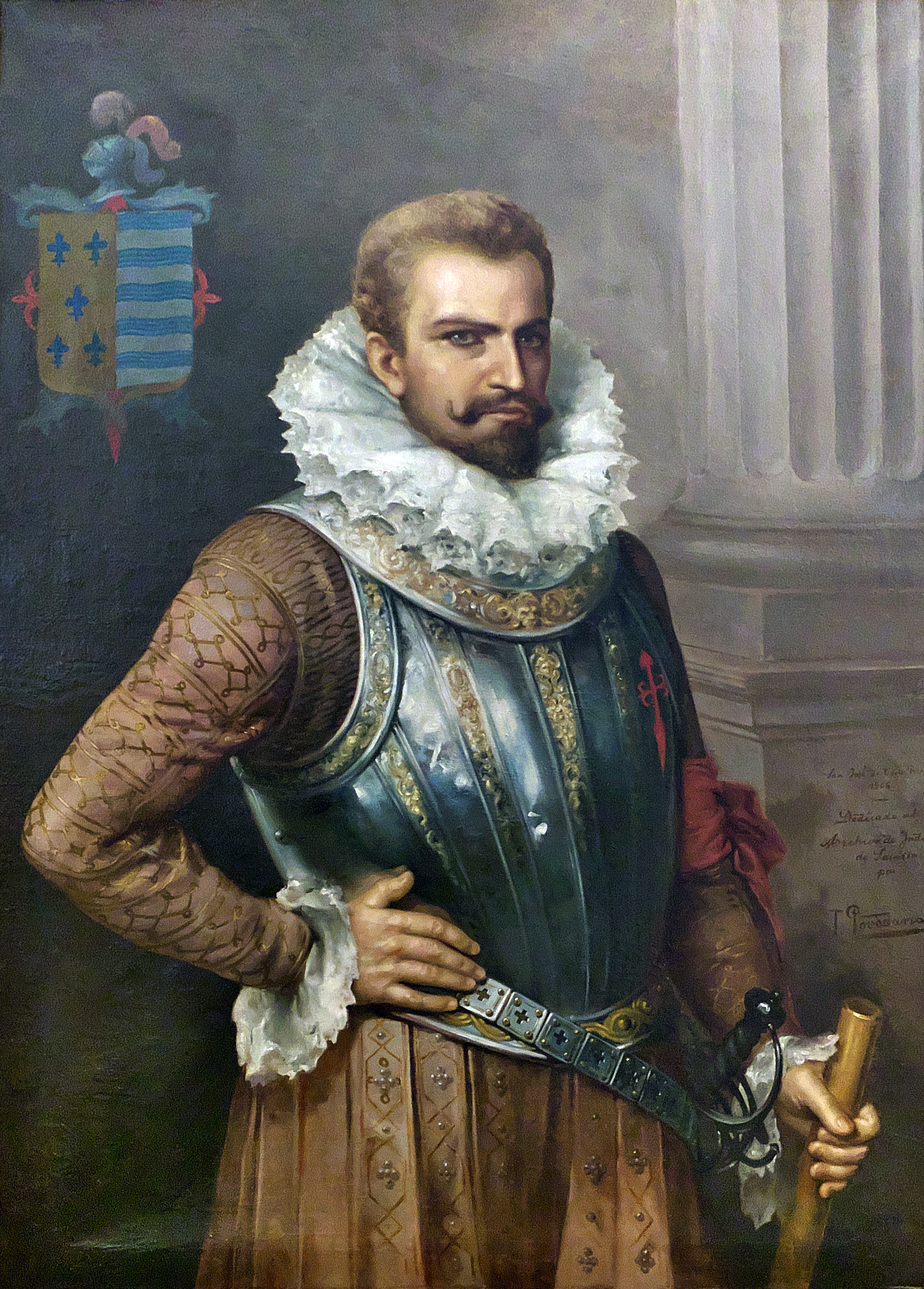
Pedro de Alvarado

1523 unternahmen, vom bereits eroberten Teil des heutigen Mexikos ausgehend, mehrere spanische Armeen einen Feldzug in südlicher Richtung. Die westlich ziehende Armee wurde angeführt von Gonzalo de Sandoval und Pedro de Alvarado. Begleitet von einigen hundert indianischen Verbündeten (zumeist Tlaxcalteken und Cholulas) zogen 420 Conquistadoren, davon 120 Kavalleristen, in das südlich gelegene Hochland in Richtung Guatemala.
Bei ihrem letztendlich siegreichen Kriegszug nach Guatemala unterwarfen die Conquistadoren die meisten indigenen Stämme im Hochland von Chiapas. Über die Geschehnisse während dieses Feldzuges ist nicht viel überliefert, in Erinnerung geblieben ist der Massenselbstmord hunderter Frauen und Kinder vom Volk der Chiapas, die sich in den Cañón del Sumidero stürzten, um sich so der Versklavung zu entziehen. Der Stamm der Chiapa ist nachfolgend ausgestorben. Berichtet wurde, dass es üblich war, gefangene Indigene (Männer, Frauen und Kinder) als Sklaven zu kennzeichnen. Mit einem glühenden Brandeisen wurde ihnen ein G (für spanisch guerra „Krieg“) auf der Stirn eingebrannt.
Hernán Cortés führte zeitgleich eine Armee durch das tropische Tiefland von Chiapas. Er beabsichtigte, erst die Halbinsel Yucatán zu erobern, um von dort aus Honduras zu kolonialisieren. Strategisches Kalkül dieses getrennten militärischen Vorgehens war eine zangenartige Umfassung der Mayavölker.
Der Chronist Bartolomé de Las Casas beschrieb die Vorgehensweise der Conquistadoren folgendermaßen: „Es ereignete sich mehr als einmal, dass sie von 4000 Indianern nicht ihrer 6 lebend nach Hause brachten; alle übrigen büßten ihr Leben ein.“ Er bezog sich damit auf die blutigen Versuche der Eroberer, ganze Stämme zu versklaven.

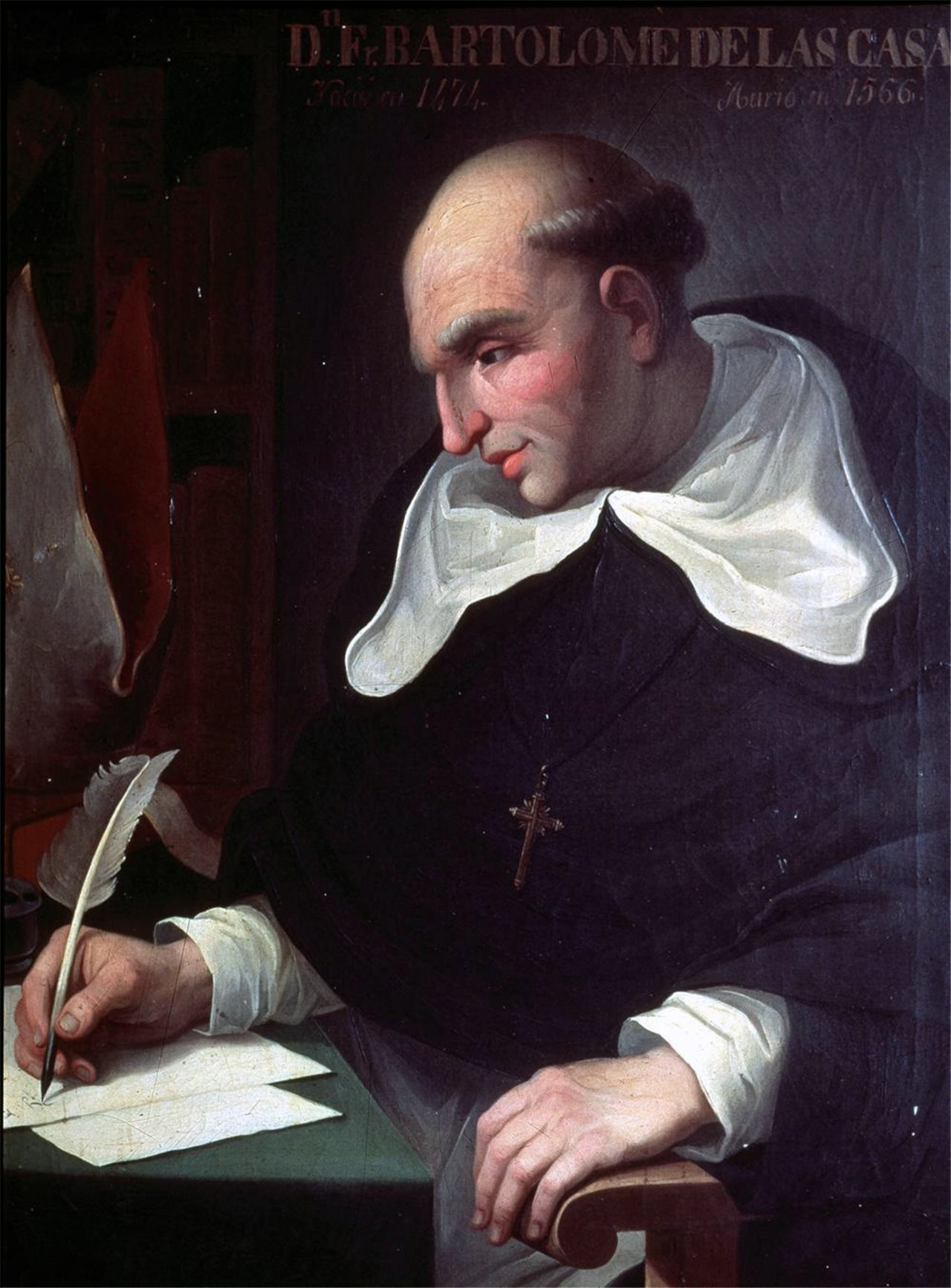
Bartolomé de Las Casas

Nach lange dauernden Kämpfen gründete 1528 Diego de Mazariegos Ciudad Real, das spätere San Cristóbal de las Casas; die später erfolgte Umbenennung ehrt den am 30. März 1544 zum Bischof von Chiapas geweihten Bartolomé de Las Casas, da er den Indigenen freundlich war. Nach der Gründung der Provinzhauptstadt kamen sehr bald Mercedarier nach Chiapas, die später durch Dominikaner ersetzt wurden.
Das gewalttätige Vorgehen der Conquistadoren, vor allem aber eingeschleppte Krankheiten wie die Pocken und Grippe entvölkerten ganze Landstriche, so die Hochländer von Chiapas und Guatemala, in denen sich binnen eines Jahrhunderts die Bevölkerungsdichte um 70 bis 90 % reduziert haben soll. Mangels einheimischer Sklaven wurden Ende des 17. Jahrhunderts 50.000 afrikanische Sklaven in das Hochland verschleppt. Wie im angrenzenden (damaligen) Mexiko entstand in Chiapas und Guatemala ein rassistisch ausgerichtetes Kastenwesen. Die Unterschicht bestand aus Menschen, die entweder nicht anteilig europäischer oder teilweise afrikanischer Abstammung waren: Indianer, Mulatten, Schwarze und Zambos. Über ihnen standen die Mestizen, darüber befindlich die in der Neuen Welt geborenen Spanier, die Kreolen, während Spanier aus Europa (peninsulares) an der Spitze stand. Diese Hierarchie manifestierte sich in der regionalen Gesetzgebung. So war es Schwarzen und Mulatten bei Androhung von 100 Peitschenhieben verboten, auf Pferden oder Maultieren zu reiten. Auch der Weigerung der Indianer, sich in Unfreiheit zu vermehren, wurde per Gesetz entgegengewirkt, denn Kinderlosigkeit in der Ehe wurde mit 25 Peitschenhieben bestraft.
Die indigene Urbevölkerung leistete diesen Unterdrückungs- und Verdrängungsversuchen der eigenen Kultur wiederholt massiven Widerstand, der regelmäßig in blutige Revolten mündete. Zu erwähnen ist der 1712 von der Metropole Cancuc ausgehende Tseltalesaufstand und die 1772 von Gomez de la Gloria angeführte Widerstandsbewegung, der sich über 6000 indigene Kämpfer anschlossen. Alle Revolten nahmen den gleichen Verlauf, sie wurden brutal und blutig niedergeschlagen.

### Nachkoloniale Zeit

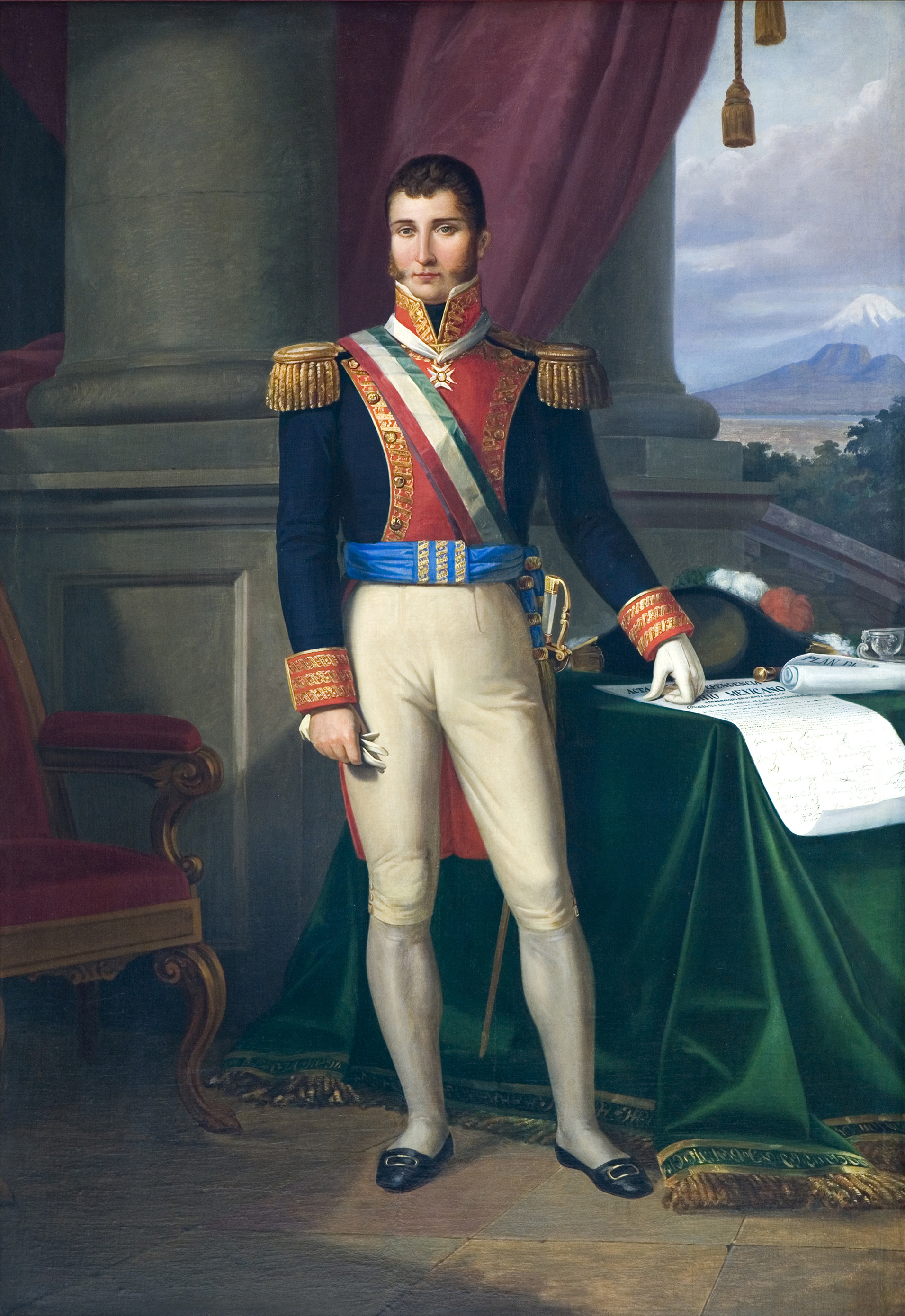
Agustín de Itúrbide

Chiapas wurde in der Kolonialzeit von Guatemala aus regiert. Guatemala wurde 1822 – nach dem erfolgreichen Unabhängigkeitskrieg gegen Spanien – auf Betreiben von Agustín de Iturbide an Mexiko angegliedert, spaltete sich jedoch schon 1823 wieder ab. Chiapas entschied per Volksentscheid, mexikanisch zu bleiben.
1867 kam es ausgehend von der von Tzotzilindianern bewohnten Ortschaft Chamula zu einer indigenen Rebellion, die etwa bis 1870 andauerte und äußerst blutig verlief, die meisten Opfer waren Tzotzil. Ursache des Aufstandes war die Unterdrückung einer infolge einer Dürre ausgelösten religiösen Bewegung der Chamulatzotzils. In Erwartung eines heilbringenden "indianischen Jesus" wurde ein Freiwilliger vor der Kirche San Juan gekreuzigt. Zufällig aus San Cristóbal de las Casas angereiste Missionare verlangten mit der Unterstützung von zu Hilfe gerufenen militärischen Einheiten die Abhängung des noch lebenden indianischen Messias und entfachten dadurch den Aufstand.

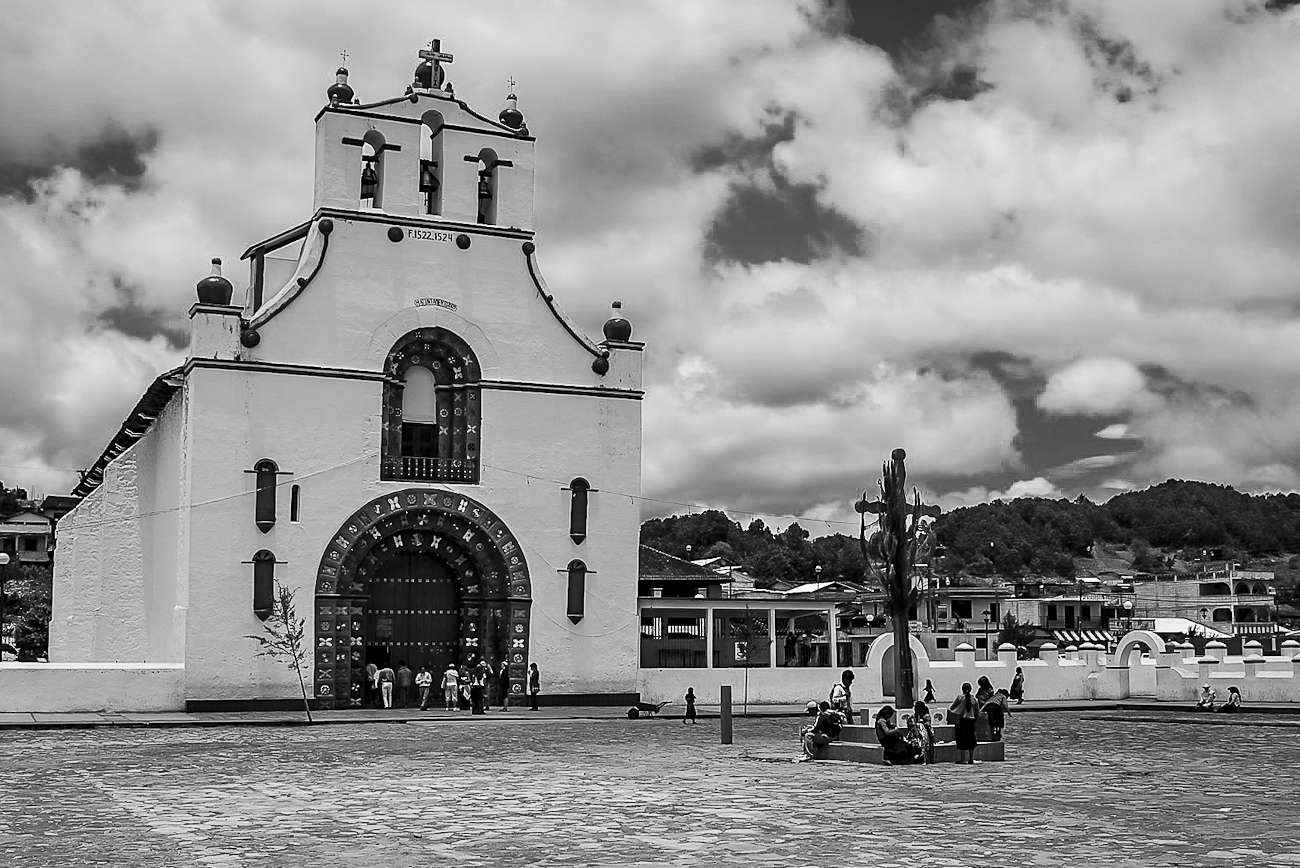
Die katholische Pfarrkirche San Juan in Chamula

Drei Missionare sollen in unmittelbarem Zusammenhang mit der erzwungenen Abhängung ums Leben gekommen sein. Bei der Niederschlagung dieses Aufstandes kam es zu massiven Gräueltaten, so wurden als Exempel gefangen genommenen Tzotzilindianern öffentlich in San Cristóbal de las Casas Nasen und Ohren abgeschnitten. Fotografien der Gemarterten konnten noch bis zur zapatistischen Revolution von 1994, die wiederum von Chamula ausging, auf Postkarten in der Provinzhauptstadt käuflich erworben werden.

### Chiapas-Konflikt

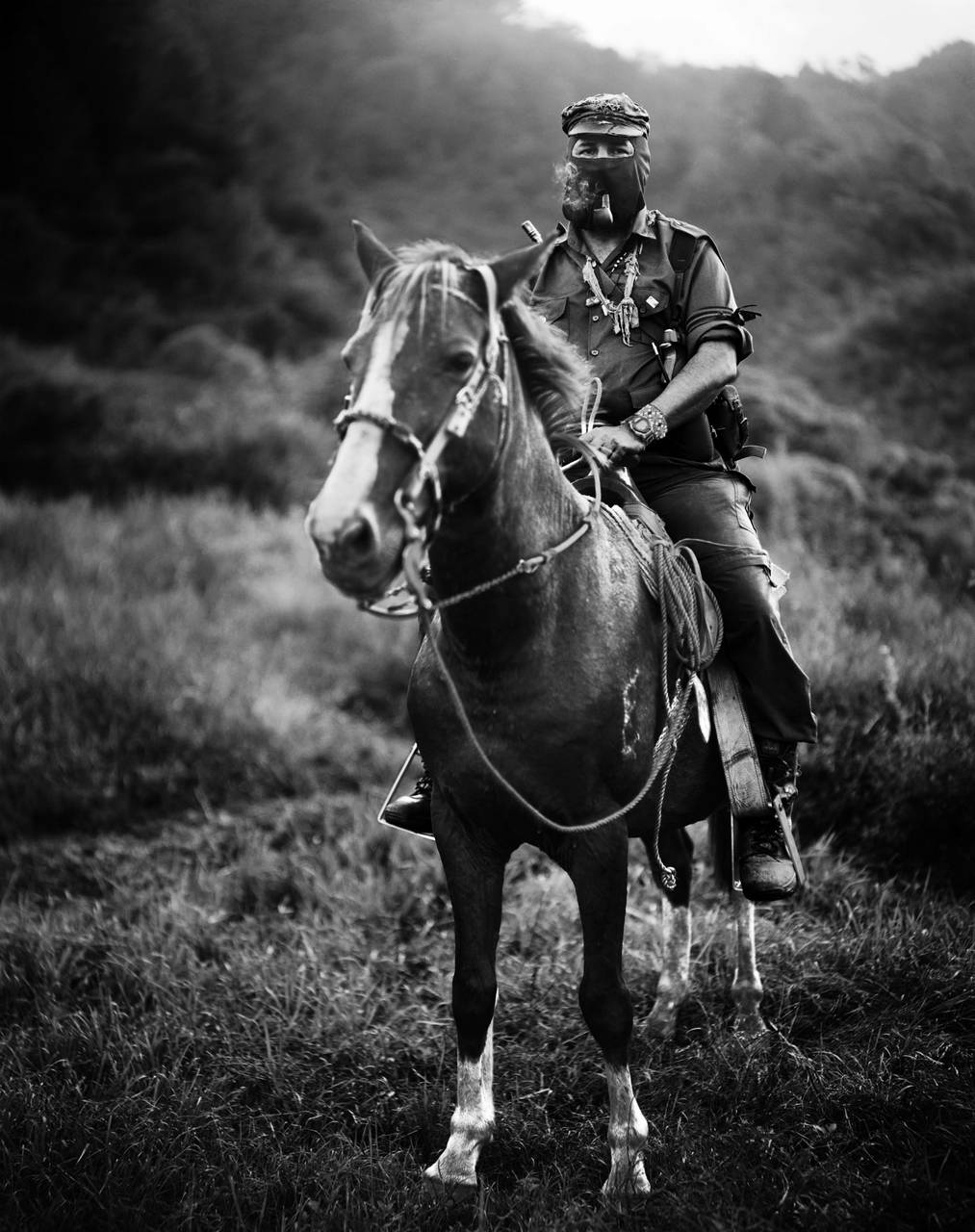
Subcomandante Marcos in Chiapas

Im Jahr 1994 begann der Aufstand der Zapatisten unter Führung des Subcomandante Marcos, der auf der ganzen Welt zur Kenntnis genommen wurde. Die Zapatisten, die sich in der Ejército Zapatista de Liberación Nacional (EZLN, deutsch: ‚Zapatistische Armee der Nationalen Befreiung‘) zusammengeschlossen haben, kämpfen für die Rechte und die freie Entwicklung der indigenen Bevölkerung. Sie wenden sich auch mit gewalttätigen Mitteln gegen die Folgen der kolonialen Ausbeutung, diverse Missionierungsversuche, vor allem aber gegen die von Rassismus und religiösem Fanatismus geprägte Motivlage, die die letzten Reste der uralten Hochkultur der Maya auszurotten droht.
Bei ihrem Vorgehen gegen die Guerilla übte die mexikanische Armee massive Gewalt auch gegen unbeteiligte Indigene aus und verübte zahlreiche Gräueltaten. Das bekannteste Massaker fand 1997 in Acteal statt, unter den 45 Opfern sollen sogar schwangere Frauen und Kinder gewesen sein (siehe hierzu auch Artikel EZLN).
Von 1994 bis 2000 sind nach Angaben der EZLN über 1000 Guerillas und sympathisierende Maya getötet und mehr als 15.000 vertrieben worden. Wegen der hohen Opferzahlen und des Rückgangs des infolge der Unruhen zurückgehenden, ehemals profitträchtigen Tourismus wandten sich viele der indigenen Unterstützer von der EZLN ab.

## Politik

### Gouverneur
Die Regierung des Bundesstaates wird von einem direkt vom Volk gewählten Gouverneur (spanisch: Gobernador) geleitet.

### Verwaltungsgliederung
Hauptstadt des Bundesstaates ist die etwa 500.000 Einwohner zählende Stadt Tuxtla Gutiérrez. Wirtschaftlich bedeutendste Stadt ist das unweit der Pazifikküste gelegene Tapachula. Touristisch am bekanntesten sind San Cristóbal de las Casas, früher auch Ciudad Real genannt, und die dem Weltkulturerbe zugehörige Ruinenstadt Palenque aus der klassischen Mayazeit.
Chiapas besitzt eine Fläche von 75.634 km² und wird administrativ in 124 Municipios unterteilt.

## Touristische Attraktionen

### Attraktionen kultureller Art

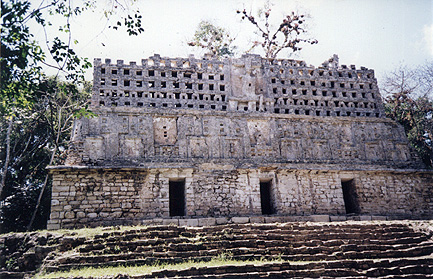
Der Templo Mayor in Yaxchilán

In Chiapas liegen bedeutende Maya-Ruinenstätten, unter anderem die zum Weltkulturerbe gehörenden Zeremonialzentren von Palenque, Bonampak, Yaxchilán, Toniná, Izapa und Chinkultic.
Die meisten und auch bekanntesten Sehenswürdigkeiten der klassischen Mayazeit befinden sich im Tiefland von Chiapas und somit in der tropischen Klimazone. Einst vom Dschungel überwuchert, sind sie mühselig freigelegt worden. Fast alle ehemaligen Kultzentren sind mittlerweile über Straßen erreichbar.
In den Ruinenstätten wurden bedeutende Artefakte der untergegangenen klassischen Periode entdeckt, wie Wandmalereien, Stelen, aber auch Dinge des täglichen Bedarfs (vor allem Keramik). Ihnen ist gemeinsam, dass Handwerker von besonderer Kunstfertigkeit sie hergestellt haben.
Die heutigen Städte sind oft von kolonialem Baustil geprägt: fast vollständig erhalten ist die Altstadt von San Cristóbal de las Casas. Zahlreiche Kirchen aus der Kolonialzeit, aber auch Museen sind zu besichtigen.

### Attraktionen natürlicher Art

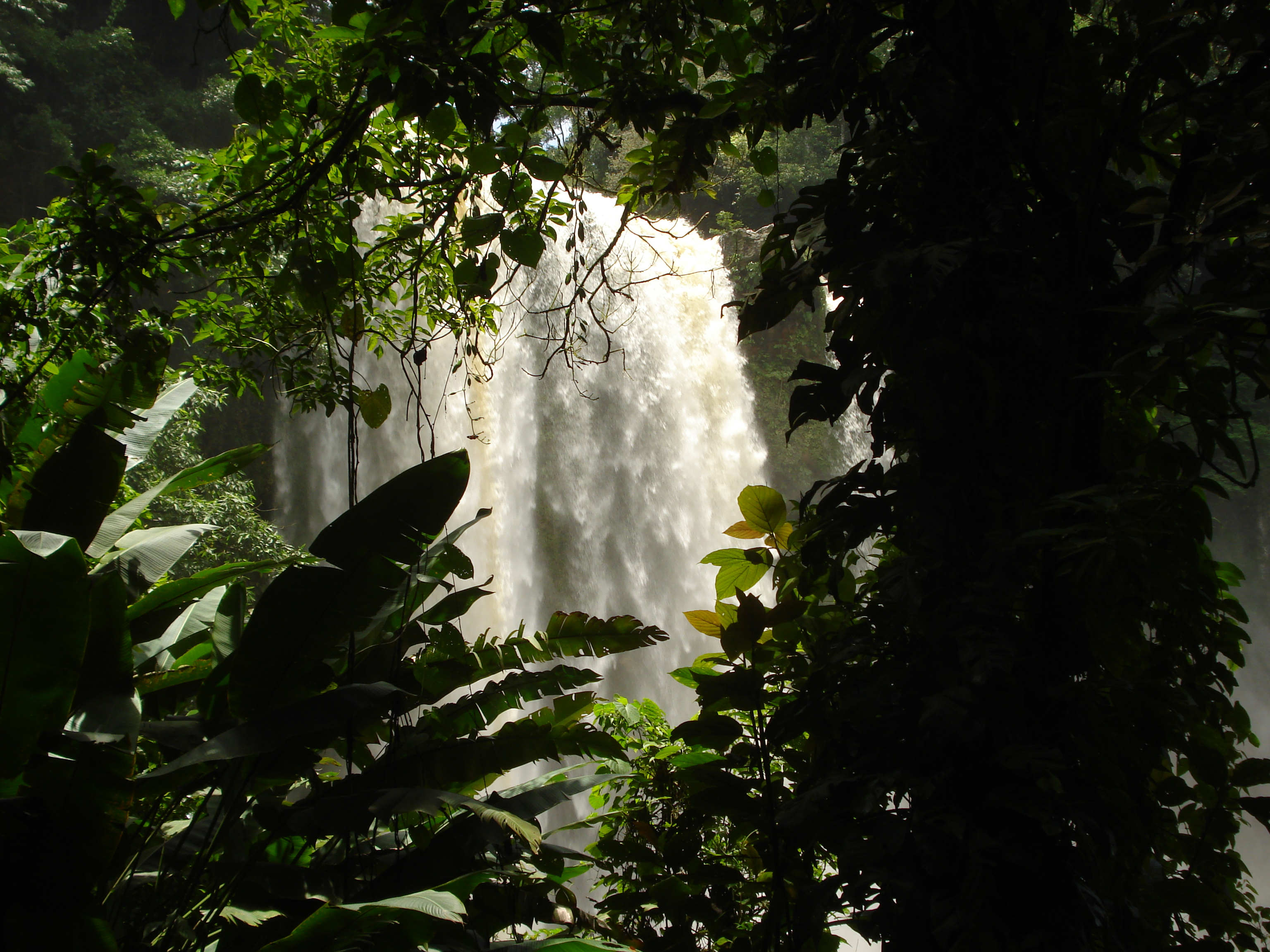
Misol-ha in der Regenzeit

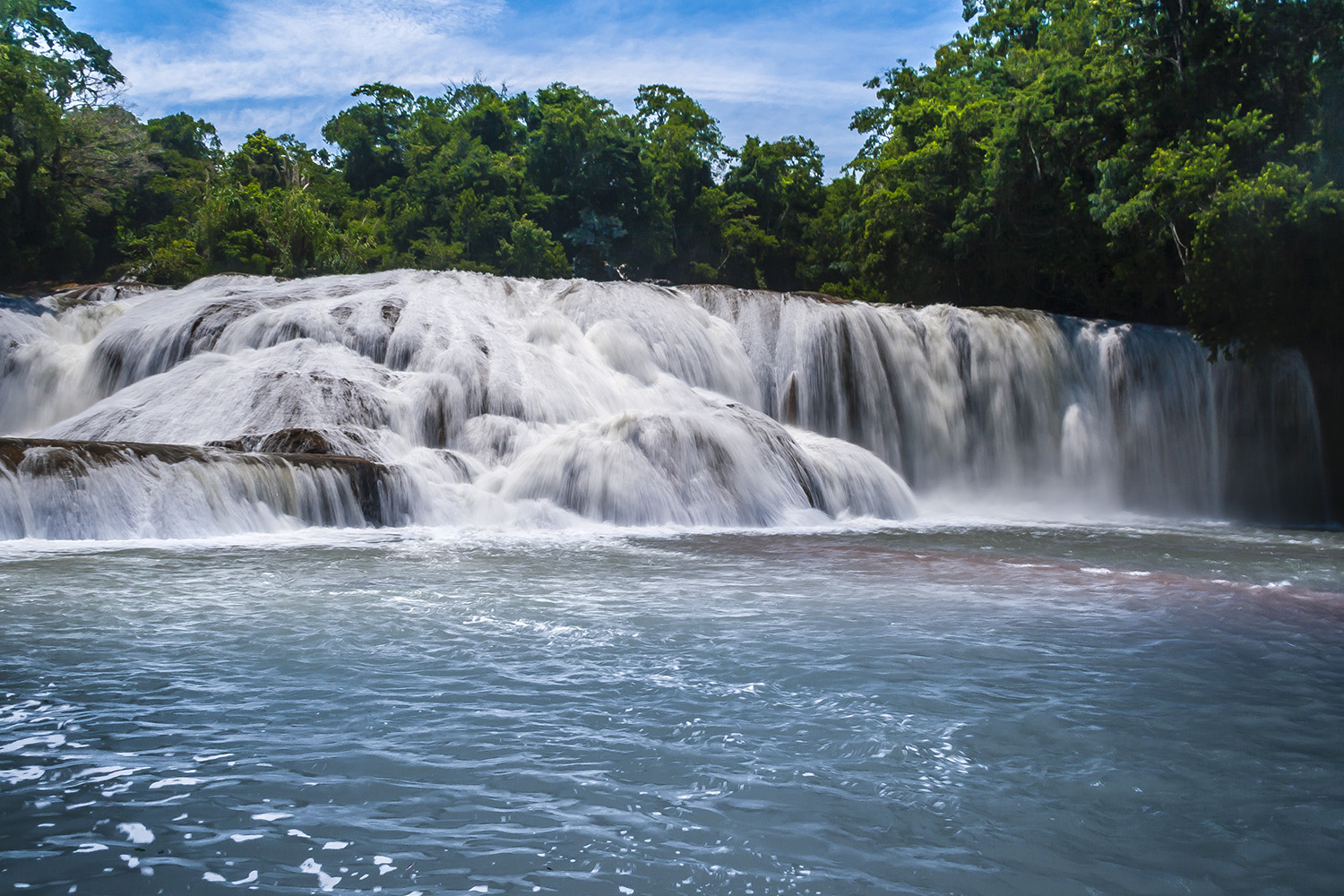
Das Kaskadenfinale von Agua Azul

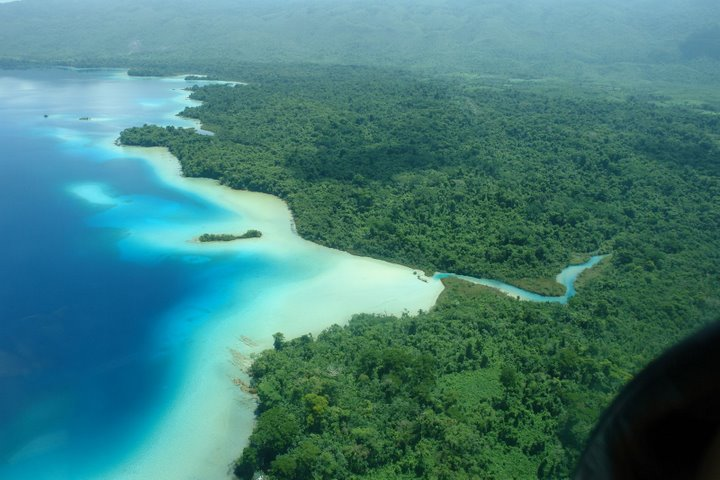
Der Miramarsee mitten im Lakandonendschungel

Der Steilsturz-Wasserfall von Misol-Ha sowie die in der Trockenzeit grün-blau schimmernde Wasserfallkaskade von Agua Azul, die mit über 6 Kilometern Gesamtlänge zu den längsten der Welt zählt, sind bekannte Attraktionen.
Etwa 10 km von San Christóbal entfernt befinden sich die Grutas de San Christóbal, ein weit verzweigtes Höhlensystem, diese sind ohne nennenswerte Tropfsteinformationen und werden daher nicht stark frequentiert.
Weitere touristische Attraktionen sind der Cañón del Sumidero und der Nationalpark Lagunas de Montebello, der eine Seenplatte mit unterschiedlich farbigen Gewässern umfasst. Der unmittelbar an Guatemala grenzende Nationalpark weist – in Flora und Fauna – eine besonders große Artenvielfalt auf.
Ein weiteres Naturschutzgebiet befindet sich im Tiefland mitten im Lakandonendschungel. Es umfasst das größte Binnengewässer Südmexikos, den Miramarsee. Dieser liegt im Biosphärenreservat von Monte Azules, dem größten noch erhaltenen, heute aber bedrohten Regenwaldgebiet Nordamerikas; auch dieser Nationalpark weist eine außergewöhnlich hohe Artenvielfalt auf.
Von der einheimischen Bevölkerung wird der Reiseweg zu diesen Sehenswürdigkeiten als Gringo-Trail bezeichnet.

## Naturkatastrophen

### Vulkanausbrüche

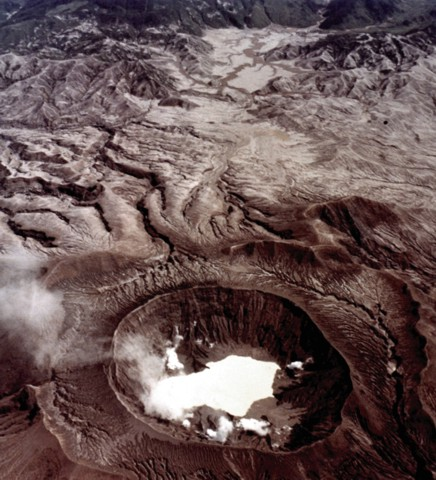
El Chichón, 4. November 1982

1982 brach der Vulkan El Chichón in Chiapas aus. Der Berg verlor durch den Ausbruch ca. 200 Meter an Höhe und bildete nachfolgend eine Caldera mit innerem saurem Kratersee aus. Etwa 2000 Menschen verloren durch den Ausbruch ihr Leben. Die Eruption des El Chichón war mit 1,5 km³ ausgestoßenem Magma, nach dem Ausbruch des Pinatubo 1991, die zweitgrößte im 20. Jahrhundert. Die entstandene Aerosolwolke umrundete in drei Wochen die Erde und verteilte sich im Laufe der nächsten sechs Monate vom Äquator bis zum 30. nördlichen Breitenkreis.
1986 brach der Vulkan Tacaná im Grenzgebiet zu Guatemala aus.

### Orkane

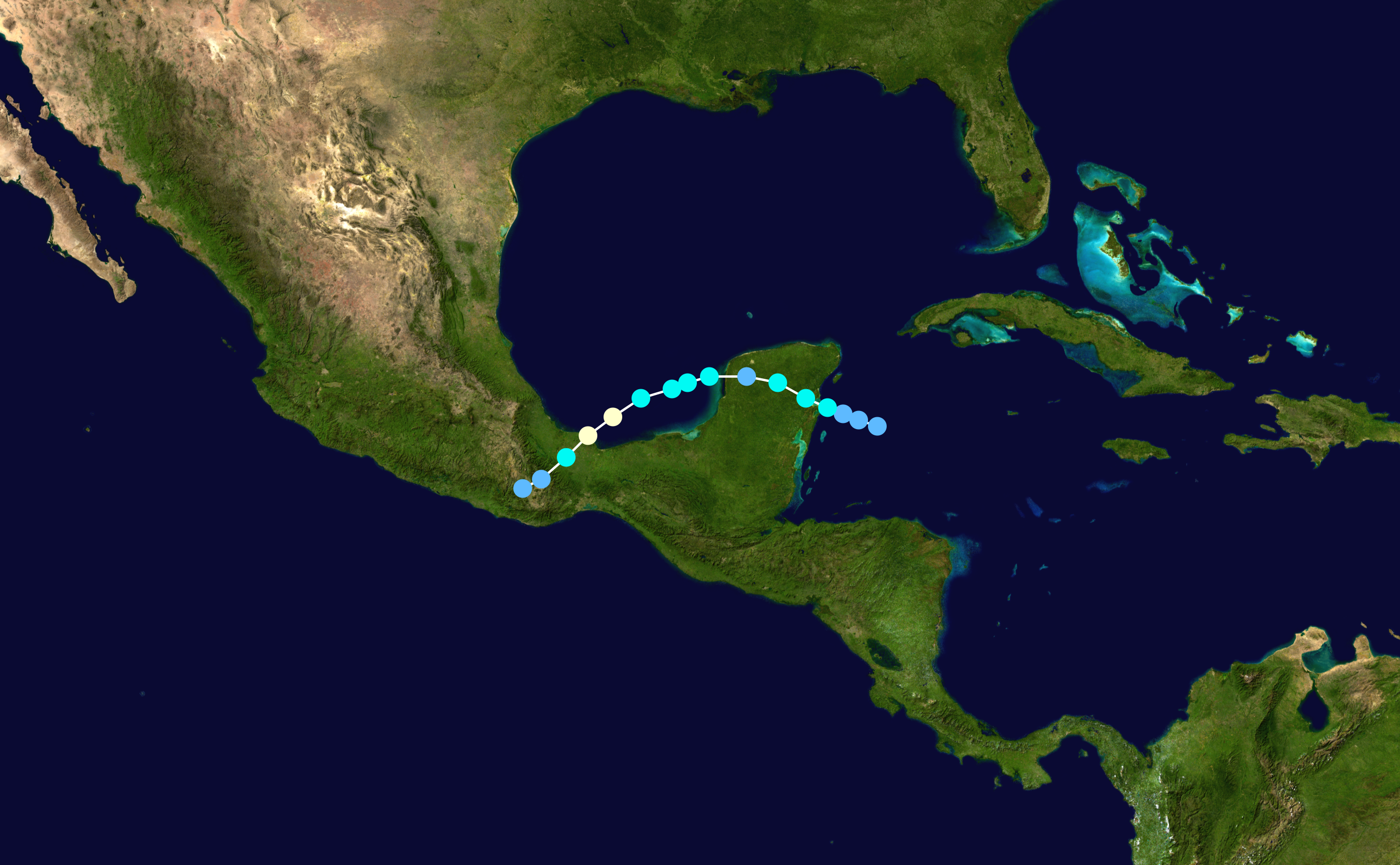
Zugbahn des Hurrikan Stan 2005

Anfang Oktober 2005 verursachte der Hurrikan Stan große Schäden in Chiapas, betroffen waren auch angrenzende Regionen wie:
Yucatán, Quintana Roo, Hidalgo, Oaxaca, Puebla und Veracruz.

### Erdbeben
Am 16. Oktober 2008 ereignete sich in Chiapas ein Erdbeben mit der Stärke von 6,5 auf der Richterskala. Das Epizentrum lag in der Nähe des Ortes Suchiate an der Grenze zu Guatemala.